# Berlin - 1. I fuochi di Tegel
Berlin - 1. I fuochi di Tegel è il primo volume della saga per ragazzi di genere post-apocalittico Berlin, scritto da Fabio Geda e Marco Magnone, pubblicato nel 2015 da Arnoldo Mondadori Editore.
Il romanzo è ambientato nella Berlino degli anni settanta, quando da tre anni un misterioso virus ha ucciso tutta la popolazione adulta, lasciando i ragazzi divisi in bande rivali a contendersi la città. 
Caratteristica di questa saga è la dimensione ucronica, di solito queste storie sono ambientate in un futuro distopico più o meno lontano, vedi Hunger Games o Maze Runner, non nel passato.
Per diretta ammissione dei due autori fonte ispiratrice della saga è stato il romanzo "Il Signore delle mosche" di Wiliam Golding.
Questi romanzi appassionano ovviamente per l’ambientazione, per le storie e per i personaggi da ammirare e amare, in cui immedesimarsi. È una storia "corale", tanti i personaggi che agiscono dentro la vicenda, descritti in modo molto efficace. Proprio le vite dei protagonisti, così ben raccontate anche attraverso una serie di flashback,  “tirano" il lettore dentro la storia. Il testo è caratterizzato da diversi flashback che introducono e rimandano alla vita dei personaggi prima che il virus colpisse la popolazione e facesse scivolare il mondo nella situazione descritta nel romanzo. Il ritmo del racconto è veloce e presenta diversi colpi di scena e situazioni dinamiche che tengono alta l'attenzione del lettore.

## Trama
Berlino Ovest 1978. La città è deserta. Tre anni prima un virus ha colpito tutta la popolazione dai 16 anni in su, causandone la morte. Gli unici superstiti sono per lo più adolescenti e bambini, divisi in cinque gruppi che occupano, come base, diversi luoghi della città: Zoo, Gropiusstadt, Tegel, Reichstag, Havel. Lottano ogni giorno per sopravvivere, hanno un’unica certezza: che dopo i sedici anni anche loro saranno destinati a morire. La vita in queste tribù è dura e quasi primitiva. Spesso nascono conflitti che si risolvono grazie al gioco di squadra, alla coesione e alla solidarietà tra ragazzi che pur appartengono a gruppi differenti.
Un giorno il delicato equilibrio che si è formato tra i gruppi viene spezzato dal rapimento di un bambino, le ragazze dell’Havel, guidate da Nora, zia del piccolo Theo, dovranno mettere da parte orgoglio e rancori verso le altre bande per ritrovare uno dei “Nati dalla Morte”.

## Personaggi
Personaggi principali
- Jakob Geyer, è un ragazzo di quattordici anni, cresciuto nel quartiere popolare Gropiusstadt. È un accanito lettore ed è un grande tifoso dell'Hertha BSC. Da sempre è un gregario di Sven nel gruppo di Gropius, come lui è molto coraggioso e altruista. Figlio di un giornalista indipendente spesso senza lavoro e di una marionettista. Il legame che ha con Bernd è paragonabile ad un legame fraterno, cerca di tenerlo sempre fuori dai guai; in passato fu anche la sua guida appena Bernd arrivò in città. È coraggioso, ha un profondo senso di giustizia e non si arrende facilmente, nonostante la sua fobia per i topi. Si gode la vita pensando al suo passato turbolento, ma anche pieno di felicità. Ha una cotta segreta per Christa.

- Christa Hartmann, ragazza di quattordici anni, appartenente al gruppo Havel. I suoi genitori erano entrambi rinomati medici impegnati in prima linea nella lotta al virus[2], questo, suo malgrado, la mette nella posizione di essere considerata lei stessa capace di guarire e curare ferite e malattie. Nella narrazione si vede che è particolarmente legata ai suoi genitori tanto da pensare a loro ogni volta che deve prendere una decisione o entrare in azione. Grande appassionata di musica, fan dei Pink Floyd, suona il violino ed è tifosa come il padre del TeBe [Tennis Borussia Berlino], squadra di calcio berlinese che, nell’anno del disastro, aveva raggiunto per la prima volta la Bundesliga.

- Bernd Sommer, ragazzo di quattordici anni, miglior amico di Jakob e responsabile dell'approvvigionamento e della cucina nel gruppo Gropius. Con il suo miglior amico Jakob, aiuta Sven a gestire il gruppo. Dopo aver frequentato le elementari in Baviera, vicino a Monaco, viene mandato dalla madre a Berlino e viene iscritto al collegio di Gropiusstadt insieme ai suoi due fratelli Ferdinand e Nina, quest'ultima affetta da autismo. Figlio di un allevatore di animali da macello, esperto di caccia e selvaggina. Ama profondamente gli animali e prova compassione per loro ogni volta che deve ucciderne uno per la sopravvivenza del gruppo. È abbastanza timido ma anche sicuro di sé, cerca sempre di trovare la soluzione migliore per uscire dai guai.
- Sven, ragazzo di diciannove anni, fondatore del gruppo  Gropiusstadt. Con i suoi 19 anni è la persona più vecchia di Berlino a non essere ancora stata uccisa dal virus. Grazie al suo carisma, alla sua determinazione e alla sua saggezza rappresenta un punto di riferimento per i suoi compagni. È generoso, disponibile ed onesto, disposto a rischiare anche la vita pur di aiutare i suoi amici. Sa come comportarsi in qualunque situazione e con qualsiasi persona. All'inizio dell'epidemia aveva una relazione con Chloe (futura guida del gruppo Tegel), conosciuta nella discoteca berlinese Sound[3].
- Nora, con i suoi diciassette anni è la guida delle ragazze dell’Havel. Ragazza determinata, viene costretta a sviluppare precocemente il suo senso materno per accudire il nipote Theo, rimasto orfano a causa del virus. È quello che i ragazzi sopravvissuti definiscono “un Nato dalla Morte”. La sua migliore amica è Christa.
- Britta Lehmann, è una timida tredicenne, membro del gruppo Havel. Allegra, intelligente, caratterizzata dalla sua lunga treccia bionda e dal suo contagioso buonumore, talune volte considerato anche fuori luogo dai suoi compagni. Accompagna per tutto il viaggio Nora e Christa alla ricerca di Theo.

Altri del gruppo Gropiussardt
- François Büchner, ragazzo di diciassette anni, soprannominato Büchner 1. Fratello gemello di Louis.
- Louis Büchner, ragazzo di diciassette anni, soprannominato  Büchner 2. Fratello gemello di François.
- Nina Sommer, bambina di undici anni, sorellina di Bernd, affetta da autismo.

Altri del gruppo Havel
- Theo, bimbo di tre anni, nipote di Nora. Chiamato così in onore del jazzista preferito dal padre di Julia e Nora, Thelonious Monk. La sua scomparsa sarà la causa che darà inizio alle vicende del romanzo.

Altri del gruppo Reichstag
- Timo, ragazzo di quindici anni, considerato l'erede di Michael a capo del Reichstag. Supportato dall'amico Karl, Timo pesta chiunque lo contraddica o non rispetti le regole. Molto sicuro di sé e abbastanza scontroso. Quando era ancora piccolo il padre gli insegnava tecniche di difesa per contrastare i bulli a scuola.
- Claudia, è una ragazza quindicenne, dall'aspetto mascolino e dagli occhi chiari. Fidanzata di Timo, insieme a lui e a Karl fa rispettare le regole decise da Michael e da Lisbeth. Probabile erede di Lisbeth nelle gerarchie del Reichstag.
- Karl, quindicenne dal naso grosso e dagli occhi sporgenti. Ex compagno di scuola di Jakob, membro importante del Reichstag, trascorre le giornate lavorando come braccio destro di Timo e Claudia.
- Jürgen, bambino di otto anni, soprannominato Verme. Il suo soprannome è dovuto al fatto che era il più abile cercatore di vermi per la pesca, nonostante a lui non piacesse pescare.
- Michael, diciottenne, fondatore insieme alla fidanzata Lisbeth del Reichstag.

Altri del gruppo Tegel
- Chloe, diciotto anni, capelli tinti di verde, tagliati corti da un lato e lunghi dall’altro. Capo e fondatrice della temuta comunità di Tegel, spirito libero, felice di vivere senza regole e di comandare il proprio clan. Una ragazza che apparentemente non prova sentimenti per nessuno, ma che nasconde molti più sentimenti di quelli che lascia trasparire.
- Wolfrun Ziegler, ragazza di quattordici anni, vice capo di Tegel. Viene descritta come una ragazza di grande bellezza fisica ma è definita matta persino dai membri del gruppo a cui appartiene. Ha trascorso un'infanzia difficile trascurata dai suoi genitori, due avvocati dell'alta società berlinese, che non le permettevano di frequentare i suoi coetanei e la costringevano a vivere una vita monotona e vuota, negandole persino di poter vedere sua sorella maggiore Dorothea, scappata di casa tempo prima. Tutta la sua frustrazione la porterà a diventare violenta e spietata. È un personaggio particolarmente tenace, non si arrende e rimane coerente alle decisioni che intraprende. La sua apparente cattiveria è probabilmente un modo per celare la sua grande malinconia.
- Caspar, ragazzo sedicenne, è il più vecchio del gruppo, ed è un membro molto importante di Tegel. Il suo segno distintivo sono gli occhi talmente chiari da sembrare bianchi. Mantiene un atteggiamento neutrale anche tra i suoi compagni, cerca sempre di gestire con equilibrio le situazioni e le persone che lo circondano.
- Bartholomäus, dodici anni è uno dei membri più giovani del gruppo. Magro e dinoccolato, sempre insieme al suo amico Gotz. Non è ben visto dai compagni perché parla sempre.
- Gotz, dodici anni come il suo amico Bartholomäus. Ha una corporatura piuttosto massiccia e il viso straziato dall'acne.
- Anneke, bambina, "Nata dalla Morte" del gruppo Tegel. Viene descritta come "l'unico essere vivente per cui Wolfrun provasse qualcosa di simile all'affetto".

Gruppo ZOO
- Lupo, nove anni, piccolo abitante dello Zoo, aiuta Jakob e il suo gruppo in un momento di estrema difficoltà.
- Castoro, nove anni, piccolo abitante dello Zoo, affianca Lupo nell'operazione di soccorso a Jakob e al gruppo.

## Luoghi
Berlino può essere annoverata senza dubbio tra i protagonisti di questo romanzo. Città che è filo conduttore, che fornisce il nome all’intera saga, in alcuni dei suoi luoghi più suggestivi e simbolici si snodano le vicende narrate. Ma quale Berlino? La Berlino ovest degli anni ’70, già deturpata e ferita dalla presenza del Muro ormai arrivato al suo pieno compimento. I luoghi dove sono ambientati la stragrande maggioranza degli eventi sono:
Il quartiere popolare Gropiusstadt, sede della fazione dei ragazzi Gropiusstadt.
Quartiere di Berlino ovest costruito nel dopoguerra su progetto dell’architetto Walter Gropius da cui prende il nome, periferico e ad elevata densità abitativa.
“Certe cose non le si poteva fare ma per il resto, a Gropiusstadt – un quartiere popolare di nuova concezione progettato da un famoso architetto - enormi palazzoni algidi separati da prati e cortili e macchie di boscaglia, ecco, a Gropiusstadt tutto era concesso, e gli unici confini alla propria libertà erano la libertà altrui, il rispetto reciproco e il fatto che ognuno facesse la propria parte di lavoro per mandare avanti la comunità”
Il celebre Palazzo del Reichstag, ex-sede del governo, trasformata da Michael e Lisbeth nel quartier generale del gruppo Reichstag.
Palazzo sede del parlamento tedesco costruito a fine ‘800. L’incendio del Reichstag ad opera di Hitler diede inizio alla dittatura nazista. Venne bombardato durante la Seconda guerra mondiale dagli Alleati inglesi e americani.
“Il Reichstag era il palazzo del Parlamento: dato alle fiamme nel 1933, uscito in macerie dalla Seconda guerra mondiale, ristrutturato negli anni Sessanta e da allora inutilizzato. L’enorme prato incolto di fronte all’entrata era diventato luogo di ritrovo per i ragazzini che ci organizzavano memorabili partite a pallone. Attorno non c’era nulla. Alle spalle, il Muro e la Spree, il fiume che attraversa la città”
Il Zoologischer Garten Berlin, reinventato come tana dal raggruppamento anarchico dei bimbi dello Zoo.
Costruito per volere di Federico Guglielmo IV di Prussia, è uno dei più grandi giardini zoologici del mondo. Durante la Seconda guerra mondiale fu quasi completamente distrutto, i nazisti lo fortificarono con una torre antiaerea, ultimo baluardo contro l’avanzata dell’Armata rossa.
"I ragazzi dello zoo avevano occupato un isolato davanti alla Gedächtniskirche dove trascorrevano le notti, e per il resto passano il tempo dentro lo zoo a giocare e fare casino."
Il Castello di Pfaueninsel, che sorge sull'omonima isola e che funge da dormitorio per le ragazze dell'Havel.
Havel fiume che attraversa Berlino insieme alla Spree, navigabile, nel suo scorrere forma numerosi isolotti naturali.
“Sbucarono in una radura da cui si scorgeva il castelletto bianco delle ragazze dell’Havel, che nel buio sembrava risplendere come se avesse raccolto la luce durante il giorno e ora la stesse rilasciando”
L'Aeroporto di Berlino-Tegel, diventato sede del Popolo di Tegel.
L’aeroporto di Tegel è il più importante scalo di Berlino ed è anche il nome di un quartiere che sorge a ridosso dello scalo. Nel dopoguerra qui venne organizzato il ponte aereo alleato che rifornì la città di cibo, medicine e carbone, aggirando il blocco imposto dall’Unione Sovietica di Stalin.
“Il terminal principale era composto da un enorme corpo esagonale di un centinaio di metri per lato, da cui si staccava un ulteriore braccio, come un manico per una racchetta da ping-pong, che si affacciava sulla torre di controllo alta il doppio.
Alle pareti c’erano mappe del mondo piene di polvere, modellini di aerei sugli scaffali, e sulle scrivanie piccoli souvenir di metallo e di plastica.
Il terminal era coperto di scritte, l'odore della plastica e della vernice era stato sostituito da quello della polvere e della pioggia, della legna bruciata."
Le caratteristiche costanti dei luoghi descritti nella trama sono il degrado urbano, a causa della pressoché inesistente manutenzione degli ambienti, la vandalizzazione effettuata dai ragazzi nei mesi successivi all'epidemia e la totale assenza di energia elettrica e di acqua corrente.

## Citazioni dal romanzo
"La notte nasconde lo sporco pur non impedendo il male"
"Ciascuno si perse nei propri pensieri: ricordi del mondo di prima, luoghi e situazioni spiacevoli. Avevano imparato a evocare immagini terapeutiche, immagini-salvagente che li tenevano a galla quando sentivano di affondare"
"Continuerete a riempire la terra di storia e il tempo di vita [...] E non lasciar svanire i ricordi. Mai. Anche quando saranno solo un filo di ragnatela"
"Mio padre [...] diceva che c'è gente che alla morte ci arriva viva, mentre altri, quando tocca loro, è come se fossero già morti da un sacco di tempo"
"Sven diceva che nessuno è perfetto [...] diceva che tutti possono sbagliare. Ma che se sbaglia il capo è la cosa peggiore di tutte"
"Tanto vicina che gli sembrò di scivolare dentro ai suoi occhi, enormi instabili come laghi in procinto di esondare"
"Sapeva che prima o poi sarebbe arrivato il momento. Ma saperlo non significa essere pronti"

## Edizioni
- Fabio Geda e Marco Magnone, Berlin - 1. I fuochi di Tegel, Arnoldo Mondadori Editore, 2015,  p. 204, ISBN 978-8804711971.